# Вале Карадай
Вале Карадай — балка (річка) в Україні у Болградському районі Одеської області. Ліва притока річки Чаги (басейн Чорного моря).

## Опис
Довжина балки приблизно 12,08 км, найкоротша відстань між витоком і гирлом — 10,31 км, коефіцієнт звивистості річки — 1,17. Формується декількома струмками та загатами. На деяких ділянках балка пересихає.

## Розташування
Бере початок на південно-західній стороні від села Миколаївки. Тече переважно на південний захід і на північно-східній околиці села Весела Долина впадає в річку Чагу, ліву притоку річки Когильника.

## Цікаві факти
- На балці існують газові свердловини[3].